# August Bungert
Friedrich August Bungert (Mülheim, 14 de març de 1845 - Leutesdorf, 26 d'octubre de 1915) fou un compositor alemany.
Estudià a Colònia i Berlín, donant-se a conèixer amb la composició d'un quartet que li valgué el premi de Florència. Després d'algun temps de residència a París, ocupà la plaça de director de música a Kreuznach. El 1873 s'establí a Berlín, passant més tard a Gènova.
Assolí un gran èxit la seva última òpera (titulada Mistery per l'autor), que, amb el rar títol de Warum? Woher? Wohin?, s'estrenà a Neuwied el 1908, representant-se després en nombrosos teatres alemanys. A més se li deu la simfonia Tasso, la peça Das Hohe Lied der Liebe, l'òpera còmica Die Studenten von Salamanca, la tetralogia dramàtica Homerische Welt (I Achilleus, II Klytemnestra, III Kiske, IV Nausikaa), la composiió simfònica Auf der Wartburg, l'òpera Hutten und Sickingen. L'Homerische Welt fou completada amb les dues composicions Odysseus Heimkehr i Odysseus Tod. Va compondre en música les cançons de Carmen Sylva amb el títol de Lieder einer Königin, sent aquestes les seves obres més populars.
Corresponen als últims anys del compositor una simfonia titulada Zeppelins erste grosse Fahrt i la música incidental posada a la versió Max Gruber del mite de Faust. L'estil i els procediments de Bungert eren definitivament wagnerians. Més enllà de les fronteres alemanyes solament és conegut pels seus sentits lieder.